# Morgan Rogers
Morgan Elliot Rogers, né le 26 juillet 2002 à Halesowen, est un footballeur international anglais qui évolue au poste d'attaquant à Aston Villa.

## Biographie
Formé au West Bromwich Albion, il fait ses débuts professionnels le 6 février 2019 lors d'un match de FA Cup face à Brighton.
Le 1er août 2019, Rogers s'engage avec Manchester City

### Prêts
Le 4 janvier 2021, il est prêté jusqu'à la fin de la saison à Lincoln City.
Le 23 août 2021, il est prêté jusqu'à la fin de la saison à AFC Bournemouth
Le 4 janvier 2023, il est prêté jusqu'à la fin de la saison à Blackpool.
Le 7 juillet 2023, Rogers s'engage avec Middlesbrough.

### Aston Villa
Le 1er février 2024, il s'engage pour cinq ans et demi avec Aston Villa. Auparavant lié à Villa jusqu'en 2029, il signe un nouveau bail jusqu'en 2030 au cours du mois de novembre 2024.
Le 29 janvier 2025, il inscrit ses trois premiers buts en Ligue des champions contre le Celtic FC (victoire 4-2). En début de rencontre, il devient le premier joueur de l'Histoire de la compétition à inscrire deux buts dans les cinq premières minutes d'un match.

### En sélection
Le 22 mars 2024, il fait ses débuts en équipe d'Angleterre espoirs. Il inscrit quatre buts en six matchs au cours de l'année 2024 avec les espoirs avant d'être convoqué pour la première fois en équipe d'Angleterre A le 11 novembre 2024. Trois jours plus tard, il honore sa première sélection avec la sélection nationale anglaise en entrant en cours de match contre la Grèce en Ligue des nations.

## Statistiques

### En club
| Saison                | Club                              | Championnat           | Championnat | Championnat | Championnat | Coupe nationale | Coupe nationale | Coupe nationale | Coupe de la Ligue | Coupe de la Ligue | Coupe de la Ligue | Compétition(s) continentale(s) | Compétition(s) continentale(s) | Compétition(s) continentale(s) | Compétition(s) continentale(s) | Total | Total | Total |
| Saison                | Club                              | Division              | M.          | B.          | P.d.        | M.              | B.              | P.d.            | M.                | B.                | P.d.              | Comp.                          | M.                             | B.                             | P.d.                           | M.    | B.    | P.d.  |
| 2018-2019             | West Bromwich Albion              | Premier League        | -           | -           | -           | 1               | 0               | 0               | -                 | -                 | -                 | -                              | -                              | -                              | -                              | 1     | 0     | 0     |
| 2020-2021             | Lincoln City Football Club (prêt) | League One            | 28          | 6           | 2           | 0               | 0               | 0               | -                 | -                 | -                 | -                              | -                              | -                              | -                              | 28    | 6     | 2     |
| 2021-2022             | AFC Bournemouth (prêt)            | Championship          | 15          | 1           | 0           | 1               | 0               | 0               | 1                 | 0                 | 0                 | -                              | -                              | -                              | -                              | 17    | 1     | 0     |
| 2022-2023             | Blackpool FC (prêt)               | Championship          | 20          | 1           | 1           | 2               | 0               | 0               | -                 | -                 | -                 | -                              | -                              | -                              | -                              | 22    | 1     | 1     |
| 2023-2024             | Middlesbrough FC                  | Championship          | 26          | 2           | 6           | 1               | 0               | 0               | 6                 | 5                 | 2                 | -                              | -                              | -                              | -                              | 33    | 7     | 8     |
| 2023-2024             | Aston Villa                       | Premier League        | 11          | 3           | 1           | -               | -               | -               | -                 | -                 | -                 | C4                             | 5                              | 0                              | 0                              | 16    | 3     | 1     |
| 2024-2025             | Aston Villa                       | Premier League        | 37          | 8           | 10          | 5               | 2               | 1               | -                 | -                 | -                 | C1                             | 12                             | 4                              | 3                              | 54    | 14    | 14    |
| 2025-2026             | Aston Villa                       | Premier League        | 1           | 0           | 0           | -               | -               | -               | -                 | -                 | -                 | C3                             | -                              | -                              | -                              | 1     | 0     | 0     |
| Sous-total            | Sous-total                        | Sous-total            | 49          | 11          | 11          | 5               | 2               | 1               | -                 | -                 | -                 | -                              | 17                             | 4                              | 3                              | 71    | 17    | 15    |
| Total sur la carrière | Total sur la carrière             | Total sur la carrière | 138         | 21          | 19          | 10              | 2               | 1               | 7                 | 5                 | 2                 | -                              | 17                             | 4                              | 3                              | 172   | 32    | 25    |

### En sélection
| Saison                | Sélection             | Phases finales        | Phases finales | Phases finales | Phases finales | Éliminatoires | Éliminatoires | Éliminatoires | Ligue Nations | Ligue Nations | Ligue Nations | Matchs amicaux | Matchs amicaux | Matchs amicaux | Total | Total | Total |
| Saison                | Sélection             | Compétition           | M              | B              | Pd             | M             | B             | Pd            | M             | B             | Pd            | M              | B              | Pd             | M     | B     | Pd    |
| --------------------- | --------------------- | --------------------- | -------------- | -------------- | -------------- | ------------- | ------------- | ------------- | ------------- | ------------- | ------------- | -------------- | -------------- | -------------- | ----- | ----- | ----- |
| 2024-2025             | Angleterre            | -                     | -              | -              | -              | 3             | 0             | 0             | 2             | 0             | 0             | 1              | 0              | 0              | 6     | 0     | 0     |
| Total sur la carrière | Total sur la carrière | Total sur la carrière | -              | -              | -              | 3             | 0             | 0             | 2             | 0             | 0             | 1              | 0              | 0              | 6     | 0     | 0     |